# Smeđi zovoj
Smeđi zovoj (lat. Puffinus nativitatis) je vrsta morske ptice iz porodice zovoja. Živi u tropskom dijelu središnjeg Tihog oceana. 
Srednje je veličine. Ima tanko tijelo. Dug je oko 36 cm, s rasponom krila od 75 cm. Težak je oko 350 grama. Cijelo tijelo mu je tamne boje, samo su donji dijelovi nešto svjetliji i na bradi se nalaze male bijele resice. Stopala su sivo-smeđa. Kljun i šarenica su tamnosmeđi. Spolni dimorfizam nije baš izražen, oba spola su slična.

## Vanjske poveznice
|  | Zajednički poslužitelj ima stranicu o temi Puffinus nativitatis    |
|  | Zajednički poslužitelj ima još gradiva o temi Puffinus nativitatis |
|  | Wikivrste imaju podatke o taksonu Puffinus nativitatis             |